# Omninablautus nigripes
Omninablautus nigripes là một loài ruồi trong họ Asilidae. Omninablautus nigripes được Wilcox miêu tả năm 1966. Loài này phân bố ở vùng Tân Bắc giới.